# 1980 XX
1980 XX är en asteroid i huvudbältet som upptäcktes den 7 december 1980 av Purple Mountain-observatoriet i Nanjing, Kina.
Asteroiden har en diameter på ungefär 2 kilometer.